# Céline Reust
Céline Reust (* 9. April 1997 in Uster) ist eine Schweizer Tischtennisspielerin.

## Leben
Céline Reust wuchs in Volketswil im Kanton Zürich auf. 
2010 gewann Reust ihre ersten nationalen Titel. Bei der Schweizer U13-Meisterschaft gewann sie den Einzel-Titel und war auch im Doppel erfolgreich. 2012 spielte sie beim TTC Uster, danach ging es zum ESV Weil am Rhein. Für zwei Saisons wechselte sie dann nach Frankreich in die Nationale 1, der zweithöchsten Liga, zum CTT Nîmes. 2018 Rückkehr in die Schweiz zum TTC Uster, mit dem sie dann gleich den Aufstieg in die Nationalliga A schaffte.
Ihr erster grosser Erfolg war der Sieg am French Open 2013 gegen die amtierende U15-Europameisterin Alena Lemmer. Seit 2015 ist sie im A-Nationalkader der Schweiz. Für Aufmerksamkeit sorgte sie 2016 bei der Team-EM-Qualifikation mit dem Sieg gegen die Spanierin Sara Ramirez (Weltrangliste 116). An der Schweizer Meisterschaft 2018 in Neuenburg konnte sie an der Seite von Salomé Simonet ihren ersten Titel bei der Elite feiern. Mit der Nationalmannschaft war sie an 4 EM und 3 WM im Einsatz.

## Turnierergebnisse
| Verband | Veranstaltung       | Jahr | Ort           | Land | Einzel | Doppel | Mixed | Team |
| ------- | ------------------- | ---- | ------------- | ---- | ------ | ------ | ----- | ---- |
| SUI     | Weltmeisterschaft   | 2019 | Budapest      | HUN  |        |        |       |      |
| SUI     | Weltmeisterschaft   | 2018 | Halmstad      | SWE  |        |        |       | 33   |
| SUI     | Europameisterschaft | 2017 | Luxemburg     | LUX  |        |        |       | 18   |
| SUI     | Weltmeisterschaft   | 2016 | Kuala Lumpur  | MAL  |        |        |       | 29   |
| SUI     | Europameisterschaft | 2015 | Jekaterinburg | RUS  |        |        |       | 27   |
| SUI     | Weltmeisterschaft   | 2014 | Tokio         | JAP  |        |        |       | 37   |
| SUI     | Europameisterschaft | 2013 | Schwechat     | AUT  |        |        |       | 25   |

## Erfolge
- 2022 Schweizer Meister Nationalliga A mit TTC Neuhausen
- 2022 Schweizer Meister Doppel mit Salomé Simonet, Schweizer Meister Mixed mit Elias Hardmeier
- 2020 Vizeschweizermeisterin Elite Einzel, 2. Platz Doppel mit Salomé Simonet, 3. Platz Mixed mit Dimitri Brunner
- 2018 Schweizer Meister Doppel mit Salomé Simonet, 3. Platz Einzel
- 2017 3. Platz Elite Einzel, 2. Platz Doppel
- 2016 3. Platz Elite Einzel
- 2015 Schweizer Meister U18 Einzel, Schweizer Meister U18 Mixed
- 2014 Schweizer Meister U18 Einzel, Schweizer Meister U18 Mixed
- 2012 Schweizer Meister U15 Einzel, Schweizer Meister U15 Doppel
- 2011 Schweizer Meister U15 Doppel
- 2010 Schweizer Meister U13 Einzel, Schweizer Meister U13 Doppel